# Paul Moer
Paul Moer, de son vrai nom Paul Moerschbacher, né le 22 juillet 1916 et mort le 9 juin 2010 est un pianiste de jazz américain. C'est un représentant du jazz West Coast.

## Biographie
Au début des années 1950, Paul Moer réside en Californie et joue et enregistre avec nombre de musiciens West Coast, Vido Musso, Zoot Sims, Stan Getz, Bill Holman, Shorty Rogers, Jack Sheldon, Dave Pell, mais aussi Benny Carter.
Il a peu enregistré sous son propre nom. Un album en trio vers 1960, avec le bassiste Jimmy Bond et le batteur Frank Butler, ainsi qu'un autre disque dans les années 1990, pour le label espagnol Fresh Sound Records, alors spécialisé dans la redécouverte du jazz West Coast.

## Discographie partielle

### Comme leader ou co-leader
- 1961 : The Paul Moer Trio : The Contemporary Jazz Classics Of The Paul Moer Trio, Del-Fi, DFST 1212
- 1991 : Paul Moer Plays the Music of Elmo Hope, Fresh Sounds

### Comme sideman
- 1954 : Bob Gordon : Meet Mr. Gordon, Pacific Jazz Records PJ LP-12
- 1959 : Jack Sheldon : Jack's Groove, GNP Records GNP 60

## Sources
- Courte biographie sur le site Allmusic.com